# Heimo Rainer
Heimo Rainer, född den 16 juli 1964 i Zell am See, är en österrikisk botaniker. Auktorsnamnet H.Rainer kan användas för Heimo Rainer i samband med ett vetenskapligt namn inom botaniken; se Wikipediaartiklar som länkar till auktorsnamnet.
Rainer arbetar med de botaniska samlingarna vid naturhistoriska museet i Wien och är docent vid Wiens universitet. Han har specialiserat sig på släktet Annona inom familjen kirimojaväxter.